# CSRD
Corporate Sustainability Reporting Directive, CSRD, är EU:s direktiv för icke-finansiell hållbarhetsrapportering och ersätter dagens NFRD (Non-Financial Reporting Directive). Målet är att höja kvaliteten på hållbarhetsinformation och CSRD ställer krav på hög kvalitet, jämförbarhet och transparens. Direktivet kommer också omfatta fler bolag (från dagens ca 12 000 till uppskattningsvis ca 50 000) och därmed inkludera fler bolag under obligatorisk hållbarhetsrapportering.

## European Sustainability Reporting Standards
ESRS (European Sustainability Reporting Standards) är en uppsättning av nya standarder för hållbarhetsrapportering, vilka tas fram av EFRAG (European Financial Reporting Advisory Group). Det kommer finnas två olika typer av uppsättningar: en för stora bolag och en för små- och medelstora bolag. Standarderna kommer att ge tydliga krav för hur man ska hållbarhetsrapportera i enlighet med CSRD. De kommer att beskriva vad som ska rapporteras, hur informationen ska tas fram och hur detta ska publiceras. En ESRS-uppsättning för stora bolag är delvis framtagen och utgörs av tre kategorier; övergripande standarder, ämnesspecifika standarder och sektorspecifika standarder. Det kommer vara lägre rapporteringskrav för små och medelstora bolagen jämfört med kraven på stora bolag. 